# Wenlock (geología)
| Era Eratema | Periodo Sistema | Época Serie              | Edad Piso                    | Inicio, en millones de años |
| ----------- | --------------- | ------------------------ | ---------------------------- | --------------------------- |
| Paleozoico  | Pérmico         | Pérmico                  | Pérmico                      | 298,9±0,15                  |
| Paleozoico  | Carbonífero     | Carbonífero              | Carbonífero                  | 358,86±0,19                 |
| Paleozoico  | Devónico        | Devónico                 | Devónico                     | 419,62±1,36                 |
| Paleozoico  | Silúrico        | Prídoli Pridoliano       | Prídoli Pridoliano           | 422,7±1,6                   |
| Paleozoico  | Silúrico        | Ludlow Ludloviano        | Ludfordiense Ludfordiano     | 425,0±1,5                   |
| Paleozoico  | Silúrico        | Ludlow Ludloviano        | Gorstiense Gorstiano         | 426,7±1,5                   |
| Paleozoico  | Silúrico        | Wenlock Wenlockiano      | Homeriense Homeriano         | 430,6±1,3                   |
| Paleozoico  | Silúrico        | Wenlock Wenlockiano      | Sheinwoodiense Sheinwoodiano | 432,9±1,2                   |
| Paleozoico  | Silúrico        | Llandovery Llandoveriano | Telychiense Telychiano       | 438,6±1,0                   |
| Paleozoico  | Silúrico        | Llandovery Llandoveriano | Aeroniense Aeroniano         | 440,5±1,0                   |
| Paleozoico  | Silúrico        | Llandovery Llandoveriano | Rhuddaniense Rhuddaniano     | 443,1±0,9                   |
| Paleozoico  | Ordovícico      | Ordovícico               | Ordovícico                   | 486,8 ±1,5                  |
| Paleozoico  | Cámbrico        | Cámbrico                 | Cámbrico                     | 538,8±0,6                   |

El Wenlock o Wenlockiano es la segunda serie y época del Silúrico en la escala temporal geológica. Sucede al Llandovery y precede al Ludlow. Comienza hace unos 433 millones de años y finaliza hace unos 427 millones de años. Se divide en dos pisos/edades: Sheinwoodiense y Homeriense.

## Nombre e historia
El Wenlock lleva el nombre de Wenlock Edge, un afloramiento de rocas cerca de la ciudad de Much Wenlock de Shropshire (Midlands del Oeste, Reino Unido). El nombre fue utilizado por primera vez en el término «rocas Wenlock y Dudley» por Roderick Murchison en 1834 para referirse a las calizas y subyacentes lutitas infrayacentes a lo que llamó las «rocas Ludlow». Más tarde modificó este término a simplemente «piedras Wenlock» en su obra The Silurian System de 1839.

## Definición y subdivisiones
La base del Wenlock está formalmente definida por el límite inferior (o GSSP) del Sheinwoodiense. El final se define por la base (o GSSP) del Gorstiense.
El Wenlock se divide en Sheinwoodiense (piso más antiguo) y Homeriense (piso más reciente).